# Soskovo
Soskovo (ruso: Соско́во) es un asentamiento rural y pueblo (seló) de Rusia, capital del raión homónimo en la óblast de Oriol.
En 2023, el territorio del asentamiento tenía una población de 2043 habitantes, de los cuales tres cuartos vivían en la capital municipal y el resto repartidos en diez pedanías: el pueblo de Mytskoye, las aldeas (derevni) de Diukarevo, Yelkovo, Zviáguintsevo, Kukúyevka, Martyánovo, Oréjovo, Rubchaya y Shajovtsý y el posiólok de Zhíjarevka.
Se ubica unos 50 km al suroeste de la capital regional Oriol.

## Historia
Se conoce la existencia del pueblo en documentos desde 1734, cuando se menciona la iglesia parroquial, denominándose el pueblo en aquella época "Shchir" (Щир). La iglesia original fue sustituida por una nueva de piedra en 1810, en una época en la que ya era conocido como "Saskovo" (Саськово). En 1861, el pueblo pasó a ser sede de su propia vólost, en el uyezd de Kromy de la gobernación de Oriol. En 1922 pasó a formar parte del uyezd de Oriol. Adoptó el estatus de capital distrital en 1935, cuando se definieron los raiones de la óblast de Kursk. En 1937 pasó a formar parte de la óblast de Oriol. En 1963 su raión fue suprimido y el pueblo pasó a formar parte del vecino raión de Uritski. Recuperó el estatus de capital distrital en 1985.